# Hardy von François
Pour les articles homonymes, voir François.
Hardy von François, né le 7 février 1879 à Potsdam (province de Brandebourg) sous le nom de Bruno Hermann Louis Bernhard von François et mort le 21 décembre 1951 à Berlin (Allemagne), est un acteur et directeur artistique allemand.

## Biographie
Les parents de Hardy von François sont le général d'infanterie prussien Hermann von François (1856-1933) et de son épouse Elisabeth Emma Olga, née von Besser le 30 mars 1859. Un de ses grands-pères est le général de division Bruno von François.
Von François est apparu comme acteur dans quatre films entre 1921 et 1924. Il fait ses débuts dans la partie 3 (Treff As) du film Das Geheimnis der sechs Spielkarten, sous la direction de William Kahn (de). Dans Nosferatu le vampire (Nosferatu – Eine Symphonie des Grauens), il fait une brève apparition en tant que médecin. Avec le second rôle du chevalier (Ritter) Dankwart dans l'épopée Die Nibelungen de Fritz Lang, il dit quasiment adieu au cinéma. En 1935, il fait une toute petite apparition dans Jeanne d'Arc (Das Mädchen Johanna) de Gustav Ucicky.
Il reste un acteur de théâtre à succès pendant de nombreuses années. De 1924 à 1929, il est directeur artistique (Tendanzrat). En 1944, von François est inclus dans la Gottbegnadeten-Liste du Ministère de l'Éducation du peuple et de la Propagande du Reich.
Après la Seconde Guerre mondiale, il arrête le métier et meurt à Berlin en 1951.

### Vie privée
Le 10 septembre 1902, Hardy von François épouse Hedwig Wagner. Le mariage se termine par un divorce. Il se marie ensuite, le 8 août 1926, avec Gerta Falk, née le 15 août 1899, une fille du fabricant de dentelle Falk.

## Filmographie partielle
- 1921 : Das Geheimnis der sechs Spielkarten (partie 3 : Treff As)
- 1921 : Der lebende Propeller (en) : Lord Cecil, Herzog von Cunningham
- 1922 :  Nosferatu le vampire (Nosferatu, eine Symphonie des Grauens) : Arzt im Hospital (non crédité)
- 1924 : Les Nibelungen (Die Nibelungen, en 2 parties : La Vengeance de Kriemhild et La Mort de Siegfried) : Dankwart
- 1930 : Die zwölfte Stunde de Waldemar Ronger et F. W. Murnau
- 1935 : Jeanne d'Arc (Das Mädchen Johanna)

## Liens web
- Jens Geutebrück, « Hardy von François », in: Gotha-Wiki (consulté le 7 février 2021).